# Limor Schreibman-Sharir

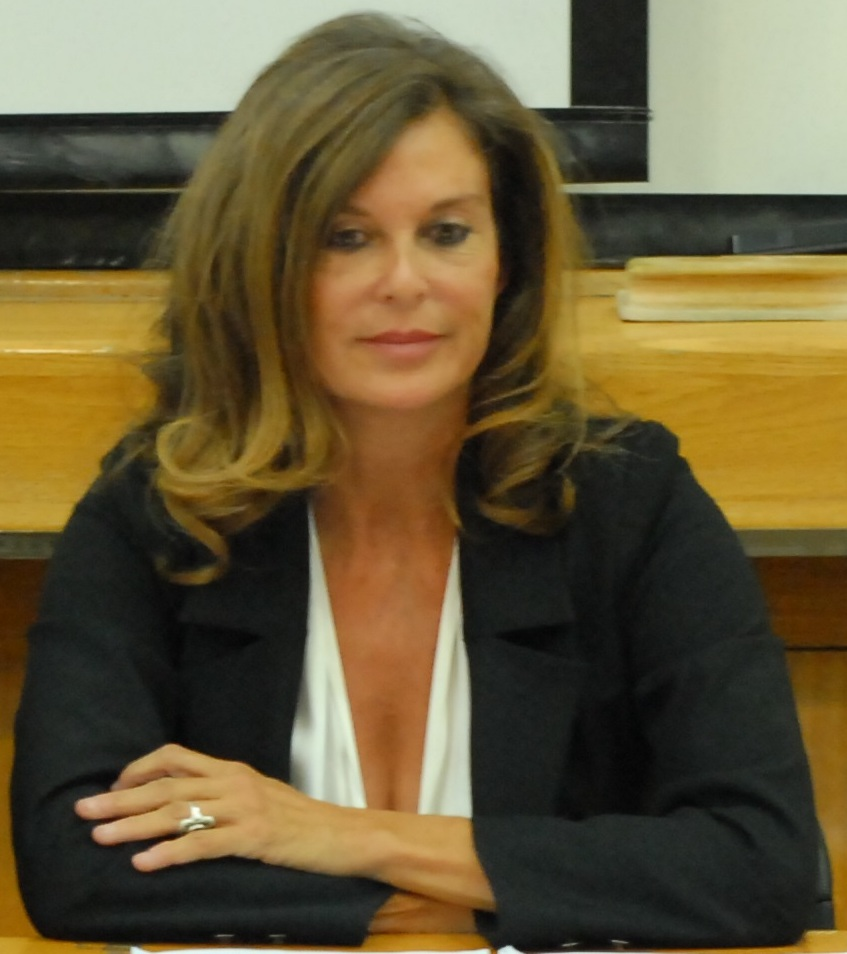
Limor Schreibman-Sharir, Universität Tel Aviv (2011)

Limor Schreibman-Sharir  (hebräisch לימור שרייבמן-שריר; * 1954 in Tel Aviv)  ist eine israelische Ärztin und Schriftstellerin.

## Leben
Schreibman-Sharir wurde als Einzelkind geboren. Sie absolvierte die High School mit Auszeichnung. Im Jahr 1973 wurde sie Miss Israel. Bei den Miss-Universe-Wahlen 1973 war sie Vierte. Anschließend absolvierte sie ihren Dienst in der israelischen Armee als Sachbearbeiterin im Israelischen Südkommando. Ihr Medizinstudium begann sie an der Universität La Sapienza und studierte weiter an der Universität Tel Aviv. Ihre Doktorarbeit wurde bei der Internationalen Konferenz in New York vorgestellt. Sie hat ihren Arzt im Praktikum im Sheba Hospital in Ramat Gan gemacht. Dort arbeitete sie auch mehrere Jahre.
Sie unterrichtet an der medizinischen Fakultät der Universität Tel Aviv. Sie war auch für einen Kurs verantwortlich, der medizinische Studien und Literatur verbindet. Sie war auch als Prosaberaterin in einem Verlag tätig.